# HD 9377
HD 9377，又名CD-30 506，SAO 193163、HR 441，是一颗恒星，视星等为5.82，位于銀經234.96，銀緯-80.63，其B1900.0坐标为赤經1h 27m 5.8s，赤緯-30° -80.63′ 47″。